# بات ماكليستر
بات ماكليستر (بالإنجليزية: Pat McAllister)‏ هو لاعب كرة قدم بريطاني في مركز الوسط، ولد في 3 فبراير 1972. لعب مع دونفرملين أثلتيك.

## وصلات خارجية
- بات ماكليستر على موقع قاعدة بيانات كرة القدم.إي يو (الإنجليزية)